# 66. Berlini Nemzetközi Filmfesztivál
Az 66. Berlini Nemzetközi Filmfesztivál 2016. február 11. és 21. között került megrendezésre, a nyitófilm a Coen testvérektől az Ave, Cézár!, míg a zárófilm Gianfranco Rositól Tűz a tengeren volt. Utóbbi film nyerte az Arany Medve díjat is. A fesztivál zsűrielnöke Meryl Streep amerikai színésznő volt.

## Zsűri
Az alábbi emberek voltak a fesztivál zsűrijének tagjai:

### Filmek
- Meryl Streep, amerikai színésznő - Zsűrielnök
- Lars Eidinger, német színész
- Nick James, brit filmkritikus
- Brigitte Lacombe, francia fotós
- Clive Owen, brit színész
- Alba Rohrwacher, olasz színésznő
- Małgorzata Szumowska, lengyel rendező és forgatókönyvíró

### Elsőfilmes produkciók
- Michel Franco, mexikói filmkészítő és producer[9]
- Enrico Lo Verso, olasz színész
- Ursula Meier, svájci filmrendező

### Rövidfilmek
- Sheikha Hoor Al-Qasimi, emírségekbeli kurátor, művész és előadó[10]
- Katerina Gregos, görög kurátor, író és előadó
- Avi Mograbi, izraeli filmkészítő, videóművész és előadó

## Versenyben lévő filmek
Az alábbi filmek voltak versenyben az Arany Medve- és az Ezüst Medve-díjakért:
| Magyar cím                 | Eredeti cím               | Rendező              | Ország                                         |
| -------------------------- | ------------------------- | -------------------- | ---------------------------------------------- |
| 24 hét                     | 24 Wochen                 | Anne Zohra Berrached | Németország                                    |
| Alone in Berlin            | Alone in Berlin           | Vincent Pérez        | Németország, Franciaország, Egyesült Királyság |
| Quand on a 17 ans          | Quand on a 17 ans         | André Téchiné        | Franciaország                                  |
| Boris sans Béatrice        | Boris sans Béatrice       | Denis Côté           | Kanada                                         |
| A kommuna                  | Kollektivet               | Thomas Vinterberg    | Dánia, Svédország, Hollandia                   |
| Chang jiang tu             | 长江图                    | Yang Chao            | Kína                                           |
| Halál Szarajevóban         | Smrt u Sarajevu           | Danis Tanović        | Bosznia-Hercegovina, Franciaország             |
| Sárkány közeleg            | اژدها وارد می‌شود!         | Mani Haghighi        | Irán                                           |
| Tűz a tengeren             | Fuocoammare               | Gianfranco Rosi      | Olaszország, Franciaország                     |
| Géniusz                    | Genius                    | Michael Grandage     | Egyesült Királyság, Amerikai Egyesült Államok  |
| Hedi                       | Inhebbek Hedi             | Mohamed Ben Attia    | Tunézia, Belgium, Franciaország                |
| Hele sa Hiwagang Hapis     | Hele sa Hiwagang Hapis    | Lav Diaz             | Fülöp-szigetek, Szingapúr                      |
| Cartas da Guerra           | Cartas da Guerra          | Ivo Ferreira         | Portugália                                     |
| Élféli látomás             | Midnight Special          | Jeff Nichols         | Amerikai Egyesült Államok                      |
| Soy Nero                   | Soy Nero                  | Rafi Pitts           | Németország, Franciaország, Mexikó             |
| Az eljövendő napok         | L'Avenir                  | Mia Hansen-Løve      | Franciaország, Németország                     |
| Egyesült szerelmes államok | Zjednoczone stany miłości | Tomasz Wasilewski    | Lengyelország, Svédország                      |
| Zero Days                  | Zero Days                 | Alex Gibney          | Amerikai Egyesült Államok                      |

### Versenyen kívül
A fesztiválon az alábbi filmeket vetítették versenyen kívül:
| Magyar cím             | Eredeti cím                      | Rendező               | Ország                    |
| ---------------------- | -------------------------------- | --------------------- | ------------------------- |
| Chi-Raq                | Chi-Raq                          | Spike Lee             | Amerikai Egyesült Államok |
| Ave, Cézár!            | Hail, Caesar!                    | Joel Coen, Ethan Coen | Amerikai Egyesült Államok |
| Mondd ki, hogy uborka! | Des nouvelles de la planète Mars | Dominik Moll          | Franciaország, Belgium    |
| Saint-Amour            | Saint-Amour                      | Benoît Delépine       | Franciaország, Belgium    |
| A patriarcha           | Mahana                           | Lee Tamahori          | Új-Zéland                 |

### Panorama
Az alábbi filmeket vetítették a fesztivál Panorama szekciójában:
| Magyar cím                | Eredeti cím                      | Rendező                             | Ország                                              |
| ------------------------- | -------------------------------- | ----------------------------------- | --------------------------------------------------- |
| Én, Olga Hepnarová        | Já, Olga Hepnarová               | Tomáš Weinreb, Petr Kazda           | Csehország, Lengyelország, Szlovákia, Franciaország |
| Nincs középút             | Junction 48                      | Udi Aloni                           | Izrael, Németország, Amerikai Egyesült Államok      |
| Jézus, mobil, fejvadászok | Les Premiers, les Derniers       | Bouli Lanners                       | Franciaország, Belgium                              |
| Maggie terve              | Maggie's Plan                    | Rebecca Miller                      | Amerikai Egyesült Államok                           |
| Nakom                     | Nakom                            | Kelly Daniela Norris, T. W. Pittman | Ghána, Amerikai Egyesült Államok                    |
| Visszajátszás             | Remainder                        | Omer Fast                           | Egyesült Királyság, Németország                     |
| S one strane              | S one strane                     | Zrinko Ogresta                      | Horvátország, Szerbia                               |
| Starve Your Dog           | Starve Your Dog                  | Hicham Lasri                        | Marokkó                                             |
| Sufat Chol                | סופת חול                         | Elite Zexer                         | Izrael                                              |
| Théo és Hugo              | Théo et Hugo dans le même bateau | Olivier Ducastel, Jacques Martineau | Franciaország                                       |
| The Ones Below            | The Ones Below                   | David Farr                          | Egyesült Királyság                                  |
| War on Everyone           | War on Everyone                  | John Michael McDonagh               | Egyesült Királyság                                  |
| Aloys                     | Aloys                            | Tobias Nölle                        | Svájc, Franciaország                                |
| El rey del Once           | El rey del Once                  | Daniel Burman                       | Argentína                                           |
| Beavatás                  | Goat                             | Andrew Neel                         | Amerikai Egyesült Államok                           |
| Grüße aus Fukushima       | Doris Dörrie                     | Németország                         |                                                     |
| Indignation               | Indignation                      | James Schamus                       | Amerikai Egyesült Államok                           |
| Jonathan                  | Jonathan                         | Piotr J. Lewandowski                | Németország                                         |
| Kater                     | Kater                            | Händl Klaus                         | Ausztria                                            |
| La helada negra           | La helada negra                  | Maximiliano Schonfeld               | Argentína                                           |
| Lantouri                  | لانتوری                          | Reza Dormishian                     | Irán                                                |
| Little Men                | Little Men                       | Ira Sachs                           | Amerikai Egyesült Államok                           |
| Sebesült angyal           | Жаралы періште                   | Emir Baigazin                       | Kazahsztán, Franciaország, Németország              |
| Onna ga nemurutoki        | 女が眠る時                       | Wayne Wang                          | Japán                                               |
| Antes o tempo não acabava | Antes o tempo não acabava        | Sérgio Andrade, Fábio Baldo         | Brazília, Németország                               |
| Hirtelen                  | Auf Einmal                       | Aslı Özge                           | Németország, Hollandia, Franciaország               |
| Aquí no ha pasado nada    | Aquí no ha pasado nada           | Alejandro Fernández Almendras       | Chile, Amerikai Egyesült Államok, Franciaország     |
| Jug-yeo-ju-neun Yeo-ja    | 죽여주는 여자                    | E J-yong                            | Dél-Korea                                           |
| La Route d'Istanbul       | La Route d'Istanbul              | Rachid Bouchareb                    | Algéria, Franciaország, Belgium                     |
| Mãe só há uma             | Mãe só há uma                    | Anna Muylaert                       | Brazília                                            |
| Nunca vas a estar solo    | Nunca vas a estar solo           | Álex Anwandter                      | Chile                                               |
| San Fu Tian               | San Fu Tian                      | Jordan Schiele                      | Hongkong, Kína                                      |
| Shelley                   | Shelley                          | Ali Abbasi                          | Dánia, Svédország                                   |
| Shepherds and Butchers    | Shepherds and Butchers           | Oliver Schmitz                      | Dél-Afrika, Amerikai Egyesült Államok, Németország  |

### Panorama Dokumente
Az alábbi filmeket vetítették a fesztivál Panorama Dokumente szekciójában:
| Magyar cím                 | Eredeti cím                        | Rendező                       | Ország                                        |
| -------------------------- | ---------------------------------- | ----------------------------- | --------------------------------------------- |
| Don't Blink – Robert Frank | Don't Blink – Robert Frank         | Laura Israel                  | Amerikai Egyesült Államok, Franciaország      |
| Hotel Dallas               | Hotel Dallas                       | Livia Ungur, Sherng-Lee Huang | Románia, Amerikai Egyesült Államok            |
| Der Ost-Komplex            | Der Ost-Komplex                    | Jochen Hick                   | Németország                                   |
| Mapplethorpe: A fényművész | Mapplethorpe: Look at the Pictures | Fenton Bailey, Randy Barbato  | Amerikai Egyesült Államok, Németország        |
| Mariupolis                 | Mariupolis                         | Mantas Kvedaravičius          | Litvánia, Németország, Franciaország, Ukrajna |
| Uncle Howard               | Uncle Howard                       | Aaron Brookner                | Egyesült Királyság, Amerikai Egyesült Államok |
| Brüder der Nacht           | Brüder der Nacht                   | Patric Chiha                  | Ausztria                                      |
| Curumim                    | Curumim                            | Marcos Prado                  | Brazília                                      |
| Europe, She Loves          | Europe, She Loves                  | Jan Gassmann                  | Svájc, Németország                            |
| Inside the Chinese Closet  | Inside the Chinese Closet          | Sophia Luvarà                 | Hollandia                                     |
| Kiki                       | Kiki                               | Sara Jordenö                  | Svédország, Amerikai Egyesült Államok         |
| Strike a Pose              | Strike a Pose                      | Ester Gould, Reijer Zwaan     | Hollandia                                     |
| Kim Dzsongil bemutatja     | The Lovers and the Despot          | Rob Cannan, Ross Adam         | Egyesült Királyság                            |
| Wi-ken-jeu                 | Wi-ken-jeu                         | Lee Dong-ha                   | Dél-Korea                                     |
| Who's Gonna Love Me Now?   | Who's Gonna Love Me Now?           | Tomer Heymann, Barak Heymann  | Izrael, Egyesült Királyság                    |
| Wu Tu: My land             | Wu Tu: My land                     | Fan Jian                      | Kína                                          |
| Zona Norte                 | Zona Norte                         | Monika Treut                  | Németország                                   |

### Teddy30
Az alábbi filmek vetítették a fesztiválon a Teddy-díj 30. évfordulója megünnepléseként:
| Magyar cím                                      | Eredeti cím                                     | Rendező                          | Ország                    |
| ----------------------------------------------- | ----------------------------------------------- | -------------------------------- | ------------------------- |
| 1 Berlin Harlem                                 | 1 Berlin Harlem                                 | Lothar Lambert, Wolfram Zobus    | Nyugat-Németország        |
| Más, mint a többiek                             | Anders als die Andern                           | Richard Oswald                   | Németország               |
| Stonewall előtt                                 | Before Stonewall                                | Greta Schiller, Robert Rosenberg | Amerikai Egyesült Államok |
| Die Betörung der Blauen Matrosen                | Die Betörung der Blauen Matrosen                | Ulrike Ottinger                  | Nyugat-Németország        |
| Die Wiese der Sachen                            | Die Wiese der Sachen                            | Heinz Emigholz                   | Nyugat-Németország        |
| Gendernauts – Eine Reise durch die Geschlechter | Gendernauts – Eine Reise durch die Geschlechter | Monika Treut                     | Németország               |
| Én lőttem le Andy Warholt                       | I Shot Andy Warhol                              | Mary Harron                      | Amerikai Egyesült Államok |
| Je, tu, il, elle                                | Je, tu, il, elle                                | Chantal Akerman                  | Franciaország, Belgium    |
| Looking for Langston                            | Looking for Langston                            | Isaac Julien                     | Egyesült Királyság        |
| Machboim                                        | Machboim                                        | Dan Wolman                       | Izrael                    |
| Márványsegg                                     | Marble Ass                                      | Želimir Žilnik                   | Jugoszlávia               |
| Nitrate Kisses                                  | Nitrate Kisses                                  | Barbara Hammer                   | Amerikai Egyesült Államok |
| The Watermelon Woman                            | The Watermelon Woman                            | Cheryl Dunye                     | Amerikai Egyesült Államok |
| Tongues Untied                                  | Tongues Untied                                  | Marlon Riggs                     | Amerikai Egyesült Államok |
| Toute une nuit                                  | Toute une nuit                                  | Chantal Akerman                  | Franciaország, Belgium    |
| Üvegkalitkában                                  | Tras el cristal                                 | Agustí Villaronga                | Spanyolország             |

### Berlinale Special
Az alábbi filmeket vetítették a fesztivál Berlinale Special szekciójában:
| Magyar cím                                                  | Eredeti cím                                                 | Rendező                                                         | Ország                      |
| ----------------------------------------------------------- | ----------------------------------------------------------- | --------------------------------------------------------------- | --------------------------- |
| Komoly játék                                                | Den allvarsamma leken                                       | Pernilla August                                                 | Svédország, Dánia, Norvégia |
| Mindent Milesról                                            | Miles Ahead                                                 | Don Cheadle                                                     | Amerikai Egyesült Államok   |
| A Quiet Passion                                             | A Quiet Passion                                             | Terence Davies                                                  | Egyesült Királyság, Belgium |
| National Bird                                               | National Bird                                               | Sonia Kennebeck                                                 | Amerikai Egyesült Királyság |
| Hamis szomszéd                                              | Creepy                                                      | Kiyoshi Kurosawa                                                | Japán                       |
| The Seasons in Quincy: Four Portraits of John Berger        | The Seasons in Quincy: Four Portraits of John Berger        | Colin MacCabe, Christopher Roth, Bartek Dziadosz, Tilda Swinton | Egyesült Királyság          |
| Where to Invade Next                                        | Where to Invade Next                                        | Michael Moore                                                   | Amerikai Egyesült Államok   |
| The Music of Strangers: Yo-Yo Ma and the Silk Road Ensemble | The Music of Strangers: Yo-Yo Ma and the Silk Road Ensemble | Morgan Neville                                                  | Amerikai Egyesült Államok   |

## Győztesek
- Arany Medve: Tűz a tengeren (Gianfranco Rosi)
- Zsűri Nagydíja: Halál Szarajevóban (Danis Tanović)
- Alfred Bauer-díj: Hele sa Hiwagang Hapis (Lav Diaz)
- Ezüst Medve díj a legjobb rendezőnek: Mia Hansen-Løve (Az eljövendő napok)
- Ezüst Medve díj a legjobb színésznőnek: Trine Dyrholm (A kommuna)
- Ezüst Medve díj a legjobb színésznek: Majd Mastoura (Hedi)
- Ezüst Medve díj a legjobb forgatókönyvnek: Tomasz Wasilewski (Egyesült szerelmes államok)
- Ezüst Medve díj a kiemelkedő művészi teljesítményért (operatőr): Mark Lee Ping Bin (Chang jiang tu)
- Tiszteletbeli Arany Medve
  - Michael Ballhaus
- Legjobb elsőfilmes produkció
  - Mohamed Ben Attia (Hedi)
- Rövidfilmek
  - Arany Medve díj a legjobb rövidfilmnek: Balada de um Batráquio (Leonor Teles)
  - A zsűri díja: A Man Returned  (Mahdi Fleifel)
  - Audi Rövidfilmes Díj: Jin zhi xia mao (Chiang Wei Liang)
- Panorama Publikumspreis, a Közönség-díj:
  - 1. hely: Nincs középút (Udi Aloni)
  - 2. hely: Grüße aus Fukushima (Doris Dörrie)
  - 3. hely: Shepherds and Butchers (Oliver Schmitz)
- Dokumentumfilmes Panorama-díj:
  - 1. hely: Who's Gonna Love Me Now? (Tomer Heymann, Barak Heymann)
  - 2. hely: Strike a Pose (Reijer Zwaan, Ester Gold)
  - 3. hely: Wi-ken-jeu (Lee Dong-ha)
- Teddy-díj
  - Legjobb film: Kater (Händl Klaus)
  - Legjobb dokumentumfilm: Kiki (Sara Jordenö)
  - Rövidfilm: Moms On Fire (Joanna Rytel)
  - A zsűri különdíja: Nunca vas a estar solo (Alex AnwandterÖ
  - Speciális Teddy-díj: Christine Vachon
  - Teddy-közönségdíj: Théo és Hugo (Jacques Martineau, Olivier Ducastel)
  - Männer Magazine Olvasói Díj: Mãe só há uma (Anna Muylaert)
- FIPRESCI-díj
  - Versenyben lévő filmek: Halál Szarajevóban (Danis Tanović)
  - Panorama: Aloys (Tobias Nölle)
  - Forum: The Revolution Won't Be Televised (Rama Thiaw)
- Ökumenikus Zsűri díja
  - Versenyben lévő filmek: Tűz a tengeren (Gianfranco Rosi)
  - Panorama: Jézus, mobil, fejvadászok (Bouli Lanners)
  - Forum:
    - Barakah yoqabil Barakah (Mahmoud Sabbagh)
    - Les sauteurs (Abou Bakar Sidibé, Estephan Wagner, Moritz Sieber)
- Europa Cinemas Label
  - Jézus, mobil, fejvadászok (Bouli Lanners)
- Arte International Prize
  - Alvaro Brechner (Memories from the Cell)
- Eurimages Co-production Development Award
  - Cinéma De facto, Proton Cinema for Blind Willow, Sleeping Woman

## Fordítás
- Ez a szócikk részben vagy egészben  a(z)   66th Berlin International Film Festival című angol Wikipédia-szócikk fordításán alapul.  Az eredeti cikk szerkesztőit annak laptörténete sorolja fel. Ez a jelzés csupán a megfogalmazás eredetét és a szerzői jogokat jelzi, nem szolgál a cikkben szereplő információk forrásmegjelöléseként.